# Свістель Франц
д-р Франц Свістель (17 липня 1887, Бучач — 4 липня 1966, Сіракузи, США) — український адвокат, громадсько-політичний діяч в Галичині, США. Доктор права.

## Життєпис

Надзірна рада Центросоюзу

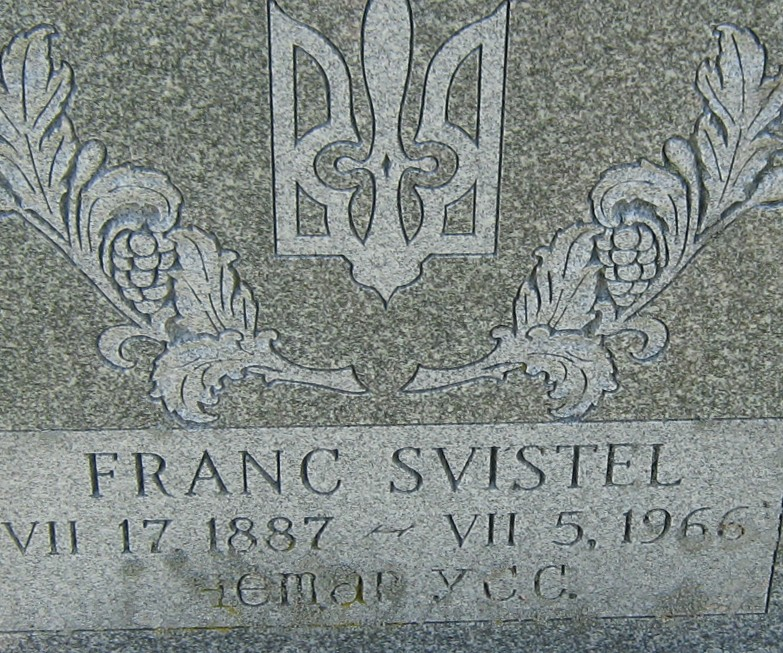
Могила Франца Свістеля у м. Сіракузи, штат Нью-Йорк, США.

Народився 17 липня 1887 року в м. Бучачі, нині райцентр Тернопільської області, Україна (тоді Королівство Галичини і Володимирії, Австро-Угорщина) в сім'ї шевця.
Закінчив Бучацьку гімназію. Право студіював у Львівському та Віденському університетах, навчався також у Вищій торговельній школі у Відні. Працював адвокатом у Перемишлі.
Мобілізований під час перша світової війни, воював у складі Легіону УСС. З листопада 1918 р. — державний комісар Перемишлянського повіту ЗУНР. Разом з УГА в липні 1919 р. перейшов за Збруч, воював у її складі (четар, поручник).
1922 р. повернувся до Галичини, мав адвокатську практику в Бережанах, Перемишлянах (тут у нього проходив практику земляк — майбутній доктор Михайло Гузар — вояк УГА, адвокат), Львові. 1928 р. обраний послом до Сейму. Був головою Перемиського повітового комітету УНДО. З 1937 р. — у Львові (деякий час — генеральний секретар УНДО). Восени 1939 р. переїхав до Кракова.
1941 р. заарештований ґестапо, потрапив до концентраційного табору Аушвіц. Звільнений 1945 р., перебував у таборі для переміщених осіб у Німеччині. З 1949 (або 1950) року мешкав у Сіракузах (США). Брав участь у діяльності українських емігрантських організацій: член виділу Українського конґресового комітету Америки, Товариства колишніх вояків УГА.
Помер 5 липня 1966 року. Похований на українському католицькому цвинтарі Івана Хрестителя у місті Сіракузи, штат Нью Йорк.